# مفارقة مكانية
انتباذ (من الكلمة اليونانية (باليونانية: ανα)‏، التي تعني "ضد"؛ و(باليونانية: τόπος)‏، التي تعني "مكان") مصطلح يشير إلى وجود شيء خارج مكانه الصحيح. وهكذا، قد يكون زورق بمجداف مثلاً شيئًا مُستغربًا في روما القديمة.
تُعد فكرة الانتباذ أقل شيوعًا من مصطلح مفارقة تاريخية، ويُرجح ذلك بأن الانتباذ يدخل أيضًا ضمن المفارقات التاريخية. و على الرغم من ذلك لا يزال التمييز بين المصطلحين ممكنًا، إذ أن كل ما يندرج في إطار الانتباذ لا يندرج بالضرورة في إطار المفارقة التاريخية.

## أمثلة
يعرض فيلم كاثرين هاردويك (Catherine Hardwicke) في عام 2006، قصة ميلاد المسيح (The Nativity Story) حقل ذرة في مشهد زراعي في الناصرة. وترجع أصول زراعة الذرة إلى وسط أمريكا، وليس إلى الشرق الأوسط، وفي العصور قبل الكولومبية، كان يُزرع فقط في الأمريكيتين. ويندرج استخدام الذرة في هذا الفيلم في إطار الانتباذ.
يذكر الكاتب البولندي بوليسلاف بروس (Bolesław Prus)، لهدف درامي، في الفصل 63 من الرواية التاريخية الفرعون التي تدور أحداثها في مصر القديمة في الفترة من 1087 حتى 1085 قبل الميلاد، مادة تُشبه البارود كمادة تم استعمالها من طرف القدماء. و ينطبق على هذا الموقف مصطلحا المفارقة التاريخية والانتباذ، حيث يُعتقد أن البارود قد اخترع في وقت ما لاحقًا، سواء في الصين أو في المنطقة العربية. وظهر نموذج آخر للانتباذ من خلال الكاتب (في الفصل 45) بظهور شيء يشبه المقراب, والذي قد يُعد مفارقة تاريخية أيضًا.